# Rolling Fork
Rolling Fork ist eine Stadt im Sharkey County, Mississippi, Vereinigte Staaten und ist der Sitz der Verwaltung des Sharkey County. Der Ort wurde nach der Rolling Fork Plantation benannt. Das U.S. Census Bureau hat bei der Volkszählung 2020 eine Einwohnerzahl von 1.883 ermittelt.

## Allgemeines
Laut Volkszählung 2000 leben in Rolling Fork 2486 Personen in 820 Haushalten. Die Bevölkerung setzt sich zum größten Teil aus Afroamerikanern zusammen (69 Prozent), ein Viertel der Einwohner sind Weiße. Daneben leben auch noch Indianer, Asiaten und Latinos in der Stadt. Ungefähr 30 Prozent der Bewohner lebt unter der Armutsgrenze.

## Rolling Fork im Vergleich zum Durchschnitt des Bundesstaates
- Mittleres Haushaltseinkommen unter dem Durchschnitt
- Arbeitslosenrate über dem Durchschnitt
- Schwarze Bevölkerung signifikant über dem Durchschnitt
- Zahl der College-Schüler unter dem Durchschnitt.[4]

## Berühmte Bewohner
- Fielding L. Wright (1895–1956), Gouverneur von Mississippi
- Slick Watts, Basketballspieler
- Willie Mae Ford Smith (1904–1994), Gospelsängerin
- Muddy Waters (1913–1983), Bluesmusiker; er erwähnte seinen Geburtsort in "Baby, Please Don’t Go" (1953 - You brought me way down here 'bout to Rolling Forks, you treat me like a dog)[5]